# 群馬県道348号大間々停車場線
群馬県道348号大間々停車場線（ぐんまけんどう 348ごう おおままていしゃじょうせん）は群馬県みどり市大間々町大間々のわたらせ渓谷鐵道大間々駅前から国道122号に至る一般県道である。

## 路線データ
- 起点：わたらせ渓谷鐵道 大間々駅前[1]。
- 終点：みどり市大間々町大間々（国道122号交点〈大間々駅入口交差点〉）[注釈 1]

## 歴史
- 1959年（昭和34年）9月18日：群馬県より現・道路法に基づき、県道大間々停車場線（大間々停車場 - 県道沼田大間々線交点〈山田郡大間々町〉、整理番号81）が路線認定される[2]。
  - 同時に、前身路線にあたる旧・県道大間々停車場線（山田郡大間々町 - 大間々停車場、整理番号55）が路線廃止される[3]。

## 交差する道路
- 国道122号 - 終点